# Cyrtodactylus chungi
Cyrtodactylus chungi — вид ящірок з родини геконових (Gekkonidae). Описаний у 2021 році.

## Таксономія
Cyrtodactylus chungi є частиною видового комплексу Cyrtodactylus irregularis та сестринським до Cyrtodactylus cattienensis.

## Назва
Вид названо на честь в'єтнамського герпетолога доктора Нго Дак Чунга, викладача Університету Хюе, на знак визнання його внеску у підготовку багатьох поколінь герпетологів.

## Поширення
Ендемік В'єтнаму. Відомий лише у типовому місцезнаходженні — в заповіднику Та Коу в провінції Біньтхуан на півдні країни.